# Jan Sandberg
Jan Peter Sandberg, född 10 april 1958 i Saint Louis i Missouri i USA, är en svensk moderat politiker, som mellan 1986 och 1995 var riksdagsledamot för Stockholms läns valkrets. Åren 1996–2003 var han VD för branschorganisationen Svenska Åkeriförbundet och 2004–2007 vice VD på Stockholms Handelskammare. Åren 2008–2012 var Sandberg VD för Nationalföreningen för trafiksäkerhetens främjande. Sedan våren 2013 driver han företaget Jan Sandberg Kommunikation inom områdena strategisk kommunikation, public affairs, mediehantering och utveckling av styrelsearbete.
Jan Sandberg har två barn.